# Actaea austrokoreana
Actaea austrokoreana är en ranunkelväxtart som först beskrevs av H.W.Lee och C.W.Park, och fick sitt nu gällande namn av Cubey. Actaea austrokoreana ingår i släktet trolldruvor, och familjen ranunkelväxter. Inga underarter finns listade i Catalogue of Life.